# Big Comic
Big Comic (ビッグコミック, Biggu Komikku) és una revista de manga bimensual que publica Shogakukan al Japó des del 29 de febrer de 1968. Fou publicada originalment com una revista mensual, però passà a ser publicada de forma bimensual (el 10è i el 25è dia de cada mes) l'abril de 1968. El 2008 tingué una circulació de més de mig milió de còpies. però baixà fins a 315.000 a mitjans de 2015.
La revista ha publicada obres de mangakes famosos com Osamu Tezuka, Shotaro Ishinomori, Sanpei Shirato, Takao Saito, Fujiko F. Fujio i Tetsuya Chiba. Big Comic publica actualment Golgo 13, de Takao Saito, el manga més antic encara en publicació.
La portada de la revista mostrà una caricatura d'algú famós de la mà de l'il·lustrador Shūichi Higurashi durant més de 40 anys, des de 1970 fins a 2011. Higurashi es retirà el 2011 per problemes de salut, un any abans de la seva mort.

## Obres

### Serialitzades actualment
- Golgo 13 (ゴルゴ13), de Takao Saito
- Ōgon no Rafu: Sōta no Stance (黄金のラフ〜草太のスタンス〜), de Tsuyoshi Nakaima
- S - Saigo no Keikan (S エス‐最後の警官‐), de Yoichi Komori and Yutaka Toudo
- Shin C-Kyu Salaryman Koza (新C級さらりーまん講座), de Keisuke Yamashina
- Sōmubu Sōmuka Yamaguchi Roppeita (総務部総務課山口六平太), escrit per Norio Hayashi, il·lustrat per Ken'ichirō Takai
- Sekuhara-kachō no Tsubuyaki (五月原課長のつぶやき), de Tōru Nakajima

### Serialitzades de forma irregular
Aquestes sèries són serialitzades sense seguir un calendari específic.
- Uchū Kazoku Nobeyama, de Jirō Okazaki